# Турбопоїзд

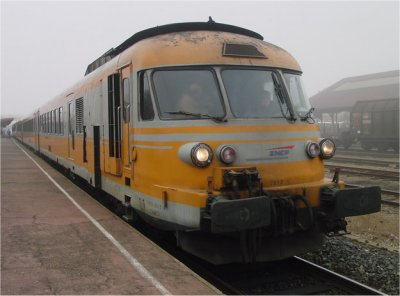
Турбопоїзд в Роанні 2004 рік.

Турбопоїзд — поїзд з одного або кількох вагонів, частина з яких моторні, обладнані газотурбінними двигунами. Турбопоїзди економічні, характеризуються високими швидкостями (до 200–250 км/год), здійснюють перевезення пасажирів і вантажів. В певних умовах експлуатації турбопоїзди можуть конкурувати з електричною і тепловозою тягою.
З 1968 турбопоїзди перебувають в дослідній експлуатації і починають використовуватися в регулярному русі
Станом на 2015 рік жоден з турбопоїздів не використовувався. Більша частина цього виду транспорту використовувалася у Франції.